# マーン・シング (マールワール王)
マーン・シング（Man Singh, 1783年2月13日 - 1843年9月4日）は、北インドのラージャスターン地方、マールワール王国及びジョードプル藩王国の君主（在位：1803年 - 1843年）。

## 生涯

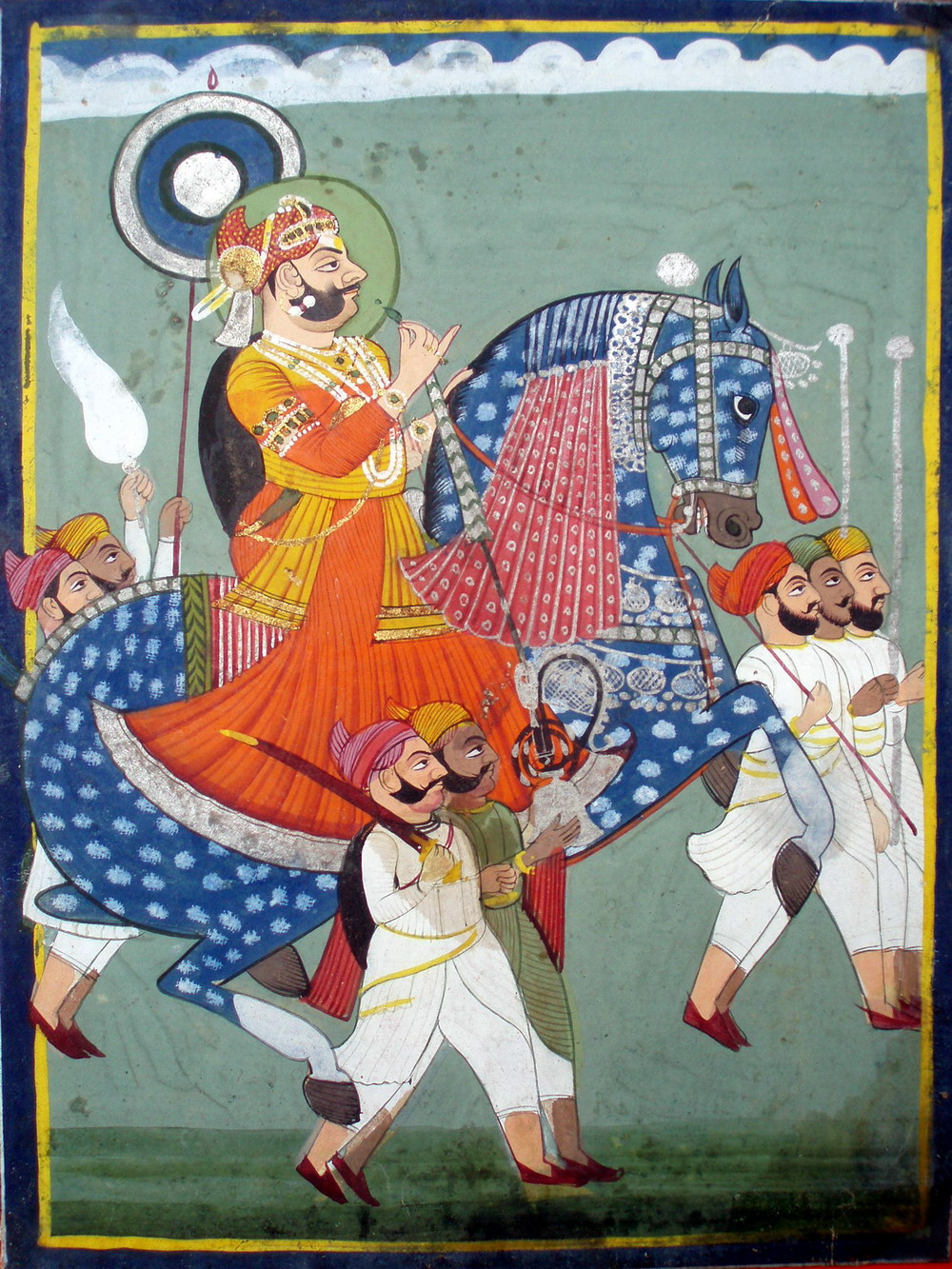
マーン・シングと従者

1783年2月13日、マーン・シングはマールワール王国の君主ヴィジャイ・シングの6男グマーン・シングの息子として誕生した。
子供のいない叔父シェール・シングの養子となり、1791年11月7日には祖父ヴィジャイ・シングに後継者指名された。
その後、1793年7月にヴィジャイ・シングが死ぬと、マーン・シングの従兄弟ビーム・シングが王位を継承した。しかし、マーン・シングは自身の正当性を主張して対抗し続け、1803年10月19日にビーム・シングが死ぬまで争った。
同年11月5日、マーン・シングはメヘラーンガル城に入城したのち、臣民や貴族に王位の継承を認められた。翌1804年1月17日、マーン・シングの戴冠式が城で執り行われた。
1818年1月6日、マーン・シングは第三次マラーター戦争のさなか、イギリス東インド会社と軍事保護条約を締結した。これにより、マールワール王国は藩王国となった（ジョードプル藩王国）。
1843年9月4日、マーン・シングはマンドールで死亡した。死後、一族のタクト・シングが藩王位を継承した。